# Ponso
Ponso ist eine nordostitalienische Gemeinde (comune) mit 2422 Einwohnern (Stand 31. Dezember 2023) in der Provinz Padua in Venetien. Die Gemeinde liegt etwa 33 Kilometer südwestlich von Padua.

## Geschichte
Um 1000 wurde die Parrocchialkirche Santa Maria del Pra´  aus dem Abbruch mehrerer römischer Gebäude errichtet.